# Aleksandr 2. af Rusland
|  | Flytteforslag Denne side er foreslået flyttet til Alexander 2. af Rusland. Klik her for at se flytteforslaget. |

 Der er for få eller ingen kildehenvisninger i denne artikel, hvilket er et problem. Du kan hjælpe ved at angive troværdige kilder til de påstande, som fremføres i artiklen.

Aleksandr 2. af Rusland (russisk: Алекса́ндр II Николаевич, tr. Aleksándr II Nikolajevitj; født 17. april 1818 i Moskva, Det Russiske Kejserrige, død 13. marts 1881 i Sankt Petersborg, Det Russiske Kejserrige) var Ruslands zar fra 2. marts 1855 til 1881. Han var ældste søn af Nikolaj 1. af Rusland. Han afskaffede livegenskabet og blev myrdet af en nihilist, kort før han ville give en friere grundlov for Rusland.

## Familie
Aleksandr var ældste søn af den russiske Zar Nikolaj 1. og levede fra 17. april 1818 til 1. marts 1881. Han blev født i Moskva og i sine unge år undervistes han af privatlærere, samtidig med at han måtte udholde en stram militær træning, som skadede hans helbred.
Aleksandr blev i 1841 gift med den tyske prinsesse Marie af Hessen og ved Rhinen, datter af storhertugen af Hessen og ved Rhinen. Ved sin ortodokse dåb antog hun navnet Marija Aleksandrovna. De fik otte børn, hvoraf den ældste datter Aleksandra døde i 1849 og den ældste søn Nikolaj i 1865. 
Aleksandr blev zar af Rusland ved sin fars død i 1855. Det var under Krimkrigen, og i 1856 underskrev han Paris traktaten, som sluttede krigen.
Aleksandr 2. blev den danske prinsesse Dagmars svigerfar, da hun i 1866 blev gift med den senere zar Aleksandr 3. Dagmar havde fra 1864 været forlovet med Aleksandr 2.'s ældste søn, Nikolaj, der imidlertid døde under deres forlovelse.
Efter zarinaens død i 1880 giftede Aleksandr 2. sig straks hemmeligt med Jekaterina Dolgorukava (kaldet fyrstinde Jurjevskaja). De fik fire børn, alle født før det officielle bryllup.

## Reformer
Krimkrigen fik Aleksandr til at indse, at Rusland ikke længere var en militær stormagt. Hans rådgivere hævdede, at Ruslands økonomi, der var baseret på livegenskab, ikke længere kunne konkurrere med industrialiserede lande som Storbritannien og Frankrig. 
Aleksandr begyndte nu at overveje mulighederne for at afskaffe livegenskabet i Rusland. Adelen var modstander af det, men Aleksandr forklarede en gruppe adelige i Moskva: "Det er bedre at afskaffe livegenskabet ovenfra, frem for at vente på det tidspunkt, hvor det begynder at afskaffe sig selv nedenfra." 
I 1861 udsendte Aleksandr sit Emancipationsmanifest, som foreslog 17 love, som skulle frigive de livegne i Rusland. Aleksandr bekendtgjorde, at personligt livegenskab ville blive afskaffet, og at alle fæstebønder ville få mulighed for at købe jord fra deres jordejere. Staten ville betale prisen til jordejerne og opkræve det fra bønderne i løbet af 49 år. 
Alexander indførte også andre reformer, og i 1864 tillod han hvert distrikt at etablere en Zemstvo. Det var et lokalt råd (på russisk sovjet) med fuldmagt til at etablere veje, skoler og lægebetjening. Valgretten gjaldt fortsat kun de velhavende. 
Aleksandr forbedrede også det lokale styre (1870) og den almindelige værnepligt (1874). Han opmuntrede også til udvidelse af industrien og jernbanerne.
Aleksandrs reformer var ikke tilstrækkelige til at tilfredsstille de liberale og de radikale, som ønskede parlamentarisk demokrati og ytringsfrihed som i de fleste andre europæiske lande og USA. Landbrugsreformerne skuffede også bønderne. I nogle områder tog det bønderne næsten 20 år at få deres jord. Mange blev tvunget til at betale mere end den var værd og andre blev tildelt for små lodder, til at de kunne leve af dem.

## Mordforsøg
I 1876 grundlagde en gruppe reformatorer Land og frihed. Da det var ulovligt at kritisere den russiske regering, måtte gruppen holde sine møder i hemmelighed. Under påvirkning af Mikhail Bakunins ideer udgav gruppen bøger, som krævede at jorden i Rusland skulle overdrages til bønderne. 
Nogle reformatorer foretrak terrorisme som vejen til at få gennemført reformer, og den 14. april 1879 forsøgte en tidligere skolelærer Aleksandr Solovjov at dræbe Aleksandr. Forsøget mislykkedes, og Solovjov blev henrettet måneden efter. Det samme blev 16 andre, som var mistænkt for terror. 
Regeringens svar på mordforsøget var at udnævne seks militærgeneralguvernører, som indførte streng censur i Rusland. Alle radikale bøger blev forbudt, og de kendte reformatorer blev arresteret og sat i fængsel. 
I oktober 1879 splittedes Land og frihed i to fraktioner. Hovedparten af medlemmerne, som gik ind for terrorisme, grundlagde Folkets vilje. Snart efter besluttede gruppen at snigmyrde Aleksandr. En måned senere brugte Andrej Sjeljabov og Sofja Perovskaja nitroglycerin til at sprænge zarens tog. Terroristerne havde imidlertid forregnet sig og ødelagde et andet tog. Et forsøg på at sprænge  Kamennyj broen i Skt. Petersborg i luften, mens zaren passerede, mislykkedes også. 
Det næste forsøg på at myrde Aleksandr involverede en snedker, Stepan Khalturin, som havde fået arbejde på Vinterpaladset. Han havde også fået lov til at sove på området, og hver dag bragte han pakker med dynamit ind på sit værelse og gemte det i sit sengested. 
Den 17. februar 1880 lavede Khalturin en bombe i kælderen under spisesalen. Den blev sprængt klokken 18.30 på det tidspunkt Folkets vilje havde beregnet, at Alexandr ville spise. Imidlertid var hans hædersgæst fyrst Alexander af Battenberg ankommet senere end ventet, og spisesalen var tom. Aleksandr var uskadt, men 67 mennesker blev dræbt eller alvorligt såret ved eksplosionen. 
Folkets vilje kontaktede den russiske regering og hævdede, at de ville stoppe terrorkampagnen, hvis det russiske folk fik en forfatning med frie valg og afskaffelse af censuren. Den 25. februar 1880 meddelte Aleksandr, at han overvejede at give det russiske folk en forfatning. For at vise sin gode vilje satte han en række politiske fanger på fri fod. Indenrigsministeren Mikhail Loris-Melikov fik til opgave at udforme en forfatning, som både skulle tilfredsstille reformisterne, men samtidig bevare autokratiets magt. 
Samtidig grundlagde det russiske politi en særlige afdeling, som tog sig af intern sikkerhed. Den blev kendt som ''Okhrana''. Under kontrol af Loris-Melikov begyndte hemmelige agenter at slutte sig til politiske organisationer, som gik ind for sociale reformer. 
I januar 1881 præsenterede Loris-Melikov sine planer for Alexandr. De omfattede en udvidelse af beføjelserne for zemstvo-rådene. Ifølge hans plan skulle hver zemstvo sende delegerede til nationalforsamlingen, Gosudarstvennyj Sovjet, som ville få magt til lovgivning. Aleksandr var bekymret for at planen ville give for meget magt til nationalforsamlingen og udpegede en komite, som skulle se på planerne i detaljer. 
Folkets vilje blev mere og mere vred over at den russiske regering ikke offentliggjorde detaljer om den nye forfatning. De begyndte derfor at lave planer om et nyt mordforsøg. De involverede var Sofja Perovskaja, Andrej Sjeljabov, Hesia Gelfman, Nikolaj Sablin, Ignacy Hryniewiecki, Mikola Kibaltjitj, Nikolaj Rysakov og 
Timofej Mikhajlov
. 
I februar 1881 opdagede Okhrana sammensværgelsen med det formål at dræbe Aleksandr. Den var under ledelse af Andrej Sjeljabov . Sjeljabov blev arresteret, men nægtede at give oplysninger om sammensværgelsen. Han fortalte politiet, at intet de kunne gøre, kunne redde zarens liv.

## Attentatet
Den 13. marts 1881 var Aleksandr undervejs i en lukket karet fra Mikhajlovskij slottet til Vinterpaladset i Skt. Petersborg. En bevæbnet kosak sad sammen med kusken, og seks andre kosakker fulgte til hest. Efter dem fulgte politibetjente i slæder. 
Hele vejen langs ruten blev zaren iagttaget af medlemmer af Folkets vilje. På et gadehjørne nær Jekatarinas kanal (nuv. Gribojedov kanal) gav Sofja Perovskaja signal til Nikolaj Rysakov og Timofej Mikhajlov til at kaste deres bomber mod zarens karet. Bomberne ramte ved siden af kareten og landede i stedet mellem kosakkerne. Zaren var uskadt, men insisterede på at stå ud af kareten og se til de sårede. Mens han stod med de sårede kosakker, kastede en anden terrorist Ignacy Hryniewiecki sin bombe. Alexandr blev dræbt straks og eksplosionen dræbte også Hryniewiecki selv. 
Af de øvrige konspiratorer begik Nikolaj Sablin selvmord inden han blev arresteret, og Hesia Gelfman døde i fængsel. Sofja Perovskaja, Andrej Sjeljabov, Mikola Kibaltjitj, Nikolaj Rysakov og Timofej Mikhajlov blev hængt den 3. april 1881.
Til minde om attentatet lod Romanov-familien opføre Opstandelseskirken (også kaldet Blodkirken) på pladsen hvor drabet fandt sted. 